# Miguel Ángel Toma
Miguel Ángel Toma (Muñiz, 18 de septiembre de 1949) es un político y filósofo argentino perteneciente al Partido Justicialista.

## Biografía
Obtuvo una licenciatura en Filosofía y Teología en la Universidad del Salvador.
Se inició en la política junto a otras incipientes figuras como Carlos Grosso y José Luis Manzano, con los cuales daría impulso a la llamada «Renovación Peronista» en 1983. En 1985 resultó elegido diputado nacional por la Capital Federal. Desde 1987 y hasta 1997, cuando culminó su tercer mandato consecutivo, presidió la Comisión de Defensa Nacional de la Cámara. Entre 1998 y 1999, nombrado por el presidente Carlos Menem, se desempeñó como secretario de Seguridad Interior. A fines de 1999 es nuevamente electo diputado nacional.
Entre el 20 y el 22 de diciembre de 2001 ocupó el Ministerio del Interior, designado por el presidente interino Ramón Puerta, que había asumido tras la dimisión ―en un contexto de conmoción social conocido como Argentinazo― del radical Fernando de la Rúa.
En julio de 2002 renunció a su banca en el Congreso,
para asumir como secretario de Inteligencia, designado por el presidente Eduardo Duhalde, en reemplazo de Carlos Soria.